# St. Elisabeth (Bärnau)

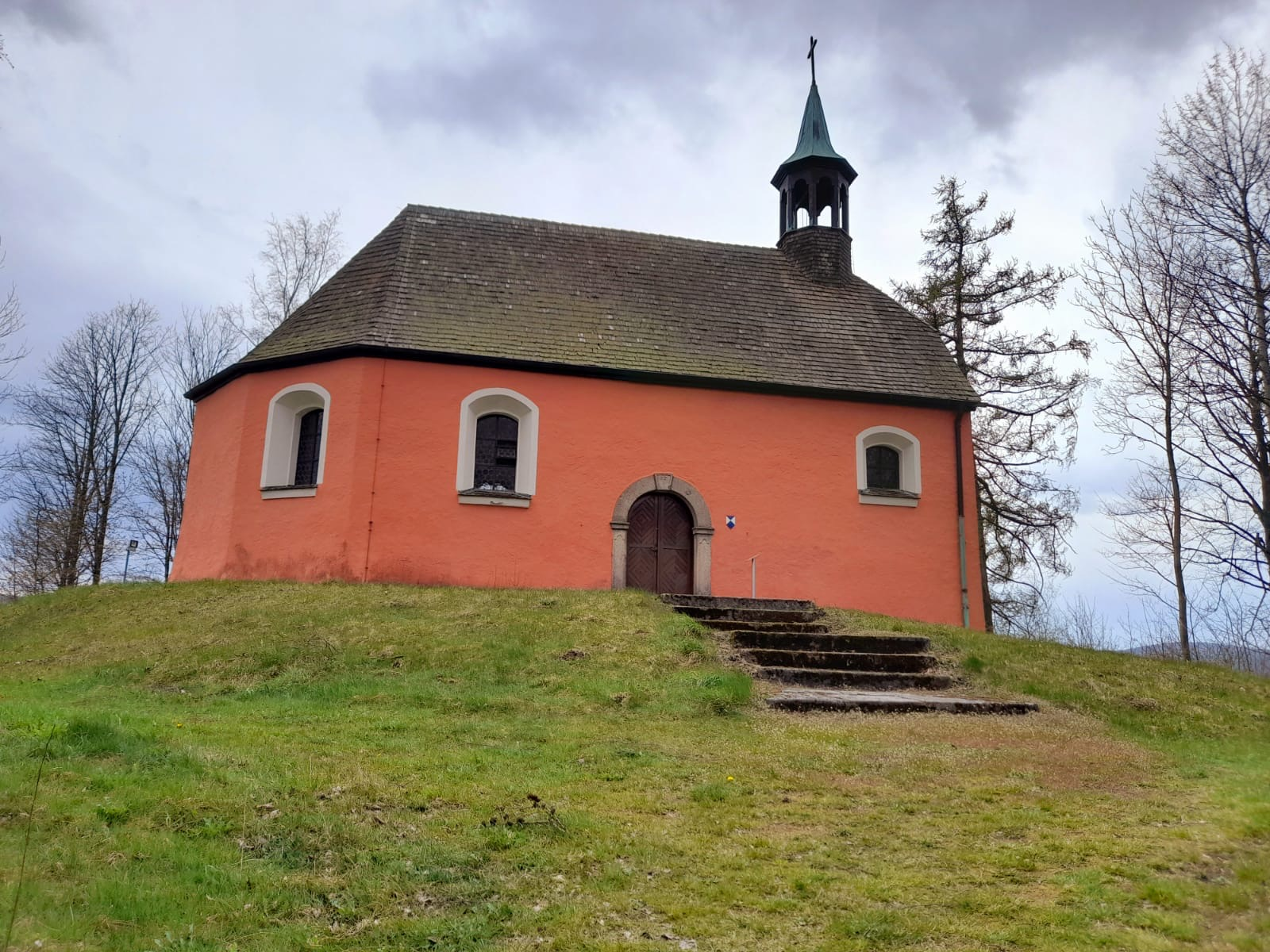
„Kappl-Kirche“ St. Elisabeth in Bärnau

Die denkmalgeschützte römisch-katholische Kirche St. Elisabeth, im Volksmund auch Kappl genannt, südwestlich der Oberpfälzer Stadt Bärnau liegt an der Goldenen Straße an dem Abschnitt, der von Thanhausen nach Bärnau und weiter nach Böhmen führte (Kapellenweg 11). Die auf einem Hügel liegende Kirche ist der Heiligen Elisabeth geweiht.

## Geschichte
Es wird vermutet, dass diese Kirche erstmals im Zuge der Verleihung des Egerer Stadtrechts an Bärnau von 1354 durch Kaiser Karl IV.  errichtet wurde, da die Hauptkirchen in Eger dem Heiligen Nikolaus und der Heiligen Elisabeth von Thüringen geweiht waren und so durch den Bau dieser Kirche (eine Nikolauskirche bestand ja bereits) die Bande zwischen beiden Städten vertieft wurden.
1556 erhielt der Pfleger von Bärnau den Befehl des Pfalzgrafen Wolfgang, die Kirche abzureißen und die Glocke in das Zeughaus zu schicken. Nach einer Altarinschrift ist die Kirche durch Kalvinisten zerstört worden. Hier heißt es „HOC SACELLU DIVAE ELISABETHAE SACRUM A CALVINISTIS ANNO 1556 DESTRUCTUM POST INTEGRUM SECULUM ANNO 1656 PER LIBERALES MANUS FUIT REDIFICATU.“ 1656 wurde die Kirche also mit Spendengeldern wieder aufgebaut. Die Bezeichnung „Cappl“ ist seit 1661 urkundlich belegt.
Durch Kriegseinwirkungen wurde die Kirche 1945 stark beschädigt. Eine umfassende Restaurierung erfolgte durch den Förderverein „Freunde der Kappl-Kirche“ in den Jahren 1976–1979.

## Aussehen
Die Kirche ist ein verputzter Massivbau mit einem Krüppelwalmdach. Sie besitzt einen polygonalen Schluss und einen an der Westseite gelegenen Dachreiter mit einem Spitzhelm von 1656; das Rundbogenportal ist mit dem Jahr 1731 bezeichnet. Die Kirche ist ein Saalbau mit einer Flachdecke.

## Ausstattung
Die Malereien in der Kirche stammen von dem Maler Maurus Fuchs von 1785. An der Decke ist ein Gemälde der Maria Magdalena, wie sie die Füße von Jesus salbt, und ein weiteres von der Heiligen Elisabeth bei der Krankenpflege. An den Wänden sind zusätzliche Fresken aus dem Leben der Elisabeth. Über den beiden Portalen sind Brustbilder des Hl. Rupert und des Hl. Petrus. An der Emporenbrüstung  der Kanzel ist ein Bild des Johannes Nepomuk und der vier Evangelisten. Die Kirchenstühle stammen noch aus der Erbauungszeit.
Der barocke Hauptaltar wird von zwei mit Weinlaub und Trauben umwundenen Säulen getragen. In der Mitte steht eine Holzfigur der Hl. Elisabeth von 1500 (dieses ist das einzige vorreformatorisches Bildwerk, das die Wirren der Reformation in Bärnau überstanden hat; heute ist es durch eine Kopie ersetzt). Die Seitenfiguren sind die Hl. Barbara und die Hl. Katharina. Im Auszug ist ein Bild der Maria Magdalena.